# アリフ・マーディン
アリフ・マーディン（Arif Mardin、1932年3月15日 - 2006年6月25日）は、トルコ人の音楽プロデューサー、編曲家である。

## 経歴
1932年3月15日、イスタンブールに生まれる。幼い頃、ピアノのレッスンを受けた。イスタンブール大学、ロンドン・スクール・オブ・エコノミクス、バークリー音楽大学で学んだ。
1969年、ダスティ・スプリングフィールドのアルバム『Dusty in Memphis』をトム・ダウドとジェリー・ウェクスラーとともに手がけた。同年、ソロ・アルバム『Glass Onion』をリリースした。さらにデビューから関わったアヴェレイジ・ホワイト・バンドやビー・ジーズ、アレサ・フランクリン、ヤング・ラスカルズとの仕事で成功を収めた。
その後、ロバータ・フラック、ダニー・ハサウェイ、チャカ・カーン、ダイアナ・ロス、ジョージ・ベンソン、デヴィッド・ボウイ、アニタ・ベイカー、ディオンヌ・ワーウィック、ベット・ミドラー、ローラ・ニーロ、ロッド・スチュワート、クイーン、フィル・コリンズ、ホール＆オーツ、スクリッティ・ポリッティなどの多くのプロデュースを手がけ、晩年の作品にはグラミー賞を受賞したノラ・ジョーンズの『Come Away with Me』（2002年）と『Feels Like Home』（2004年）がある。
約1年間にわたる膵癌の闘病生活を経て、2006年6月25日、ニューヨークで死去。74歳没。

## 主なプロデュース作品
- アレサ・フランクリン
  - 「貴方だけを愛して」（1967年）
  - 「レディ・ソウル」（1968年）
  - 「アレサ・ライヴ・アット・フィルモア・ウェスト」（1971年）
  - 「ヤング・ギフティッド・アンド・ブラック」（1972年）
  - 「愛の嵐」（1989年）

- チャカ・カーン
  - 「恋するチャカ」（1978年）
  - 「恋のハプニング」（1981年）
  - 「I Feel For You」（1984年）
  - 「デスティニー」（1986年）

- ラウル・ミドン
  - 「State of Mind」

- ジョン・プライン
  - 「John Prine」

- ビー・ジーズ
  - 「Main Course」
  - 「サタデー・ナイト・フィーバー　オリジナルサウンドトラック」

- モダン・ジャズ・カルテット
  - 「Plastic Dreams」

- スティーブ・グッドマン
  - 「Somebody Else's Troubles」

- ウィリー・ネルソン
  - 「Shotgun Willie Import」

- ザ・マンハッタン・トランスファー
  - 「マンハッタン・トランスファー」

- ダニー・オキーフ
  - 「O'Keefe」

- バリー・マニロウ
  - 「Tryin to Get the Feeling」

- デヴィッド・ボウイ
  - 「ラビリンス 魔王の迷宮 オリジナル・サウンドトラック」

- ロイ・ブキャナン
  - 「Street Called Straight」

- ロバータ・フラック&ダニー・ハサウェイ
  - 「ロバータ・フラック&ダニー・ハサウェイ」

- リンゴ・スター
  - 「リンゴズ・ロートグラヴィア」
  - 「ウィングズ〜リンゴ IV」

- ヤングラスカルズ
  - 「Groovin'」

- ロバータ・フラック
  - 「ナイト・トゥ・ミュージック」

- アニタ・ベイカー
  - 「Rhythm of Love」

- キング・カーティス
  - 「ライヴ・アット・フィルモア・ウェスト」

- ケニー・ランキン
  - 「アフター・ザ・ローゼズ」

- ジョージ・ベンソン
  - 「In Your Eyes」

- ダスティ・スプリングフィールド「Dusty In Memphis」

- ダニー・ハサウェイ
  - 「愛と自由を求めて」
  - 「ライヴ」
  - 「新しきソウルの光と道」

- ベット・ミドラー
  - 「Bette Midler」
  - 「For The Boys」

- アヴェレイジ・ホワイト・バンド
  - 「AWB」
  - 「Cut The Cake」

- ダリル・ホール&ジョン・オーツ
  - 「アバンダンド・ランチョネット」

- カーリー・サイモン
  - 「男の子のように」
  - 「フィルム・ノワール」

- ローラ・ニーロ
  - 「魂の叫び」

- スクリッティ・ポリッティ
  - 「キューピッド&サイケ85」（1985年）

- カルチャー・クラブ
  - 「フロム・ラクシャリー・トゥ・ハートエイク」（1986年）

- クイーン
  - 「ホット・スペース」

- フィル・コリンズ
  - 「夜の囁き」

- マリリン・マーティン
  - 「Marilyn Martin」

- ハワード・ジョーンズ
  - 「One to One」

- ナジー
  - 「So Intense Import」

- オフラ・ハザ
  - 「Desert Wind」

- リサ・フィッシャー
  - 「So Intense」

- ティナ・ターナー、ホイットニー・ヒューストン、シェール、ブランディ
  - 「VH1 Divas Live 99」

- ノラ・ジョーンズ
  - 「Come Away With Me」
  - 「Feels Like Home」

## その他の参加作品
- ロッド・スチュワート
  - 「アトランティック・クロッシング」 - ストリングス・アレンジで参加。

- ロバータ・フラック
  - 「クヮイエット・ファイア」 - バッキング・ボーカルとアレンジで参加。

## ディスコグラフィ

### スタジオ・アルバム
- 『グラス・オニオン』 - Glass Onion (1969年)
- 『ジャーニー』 - Journey (1974年)

### コンピレーション・アルバム
- Groovin': The Genius of Arif Mardin (2007年)
- All My Friends Are Here (2010年)

### EP
- Glass Onion (1969年)

### シングル
- "Evil Companions" b/w "Bee Side" (1968年)
- "The Blue Bull" b/w "Lullaby from Rosemary's Baby" (1968年)
- "Glass Onion" (1969年)
- "Theme from Brother Sun, Sister Moon" (1973年)

## 受賞
- 第18回グラミー賞 - 最優秀プロデューサー賞[5]
- 第45回グラミー賞 - 最優秀プロデューサー賞[6]